# Glykogenose Typ IX
Die Glykogenose Typ IX (englisch Glycogen storage disease type IX, GSD IX) oder Glykogenose Typ 9, auch als Phosphorylase-Kinase-Mangel bezeichnet, gehört zur Gruppe der Glykogenspeicherkrankheiten und ist eine seltene, vererbte Stoffwechselstörung. Ursache ist ein Enzymdefekt der Phosphorylase-Kinase (PhK), wodurch der Abbau von Glykogen (Glykogenolyse) in Leber und/oder Muskeln gestört ist.
Da die Phosphorylase-Kinase zur Aktivierung der Glycogenphosphorylase benötigt wird, gibt es eine klinische Überlappung mit der Glykogenose Typ VI (Morbus Hers). Nach früherer Nomenklatur wurde Phosphorylase-Kinase-Mangel in der Leber als Subtyp von Morbus Hers bezeichnet, oder auch als Glykogenose Typ XIII.

## Subtypen
Je nach betroffener Untereinheit des Phosphorylase-Kinase-Enzyms und betroffenem Gewebe (Muskel und/oder Leber), werden verschiedene Subtypen der Glykogenose Typ IX unterschieden.
| Subtyp | PhK Untereinheit | Gewebe           | Gen   | Vererbung          |
| ------ | ---------------- | ---------------- | ----- | ------------------ |
| IXa    | α                | Leber            | PHKA2 | X-chromosomal      |
| IXb    | β                | Leber und Muskel | PHKB  | autosomal-rezessiv |
| IXc    | γ                | Leber            | PHKG2 | autosomal-rezessiv |
| IXd    | α                | Muskel           | PHKA1 | X-chromosomal      |

## Klinik und Verlauf
Leitsymptome sind milde bis schwere ketotische Hypoglykämien oder Ketose bei normalen Blutzuckerwerten, Hepatomegalie, Wachstumsretardierung, Hyperlipidämie und Muskelhypotonie. In der Regel werden die Symptome im frühen Kindesalter auffällig. Hinsichtlich des Verlaufs ist ein breites Spektrum bekannt. Oftmals ist er im Vergleich zu anderen Typen der Glykogenspeicherkrankheiten vergleichsweise mild und die Symptome bilden sich mit steigendem Alter zurück. Insbesondere bei Patienten mit erhöhten Leber-Transaminasen können unbehandelt jedoch Leberkomplikationen wie Fibrose, Zirrhose und Adenome auftreten.
Der aufgrund des X-chromosomalen Erbgangs am häufigsten vorkommende Subtyp IXa ist eine der Hauptursachen für ketotische Hypoglykämien bei Jungen.

## Diagnose
Traditionellerweise wird der Nachweis einer verminderten Enzymaktivität der Phosphorylase-Kinase in Leber, Muskeln oder Blut in Zusammenschau mit dem klinischen Befund zur Diagnose genutzt. Zur exakten Feststellung des Subtyps, zur Vermeidung von Leber- und Muskelbiopsien, und weil der In-vitro-Nachweis verminderter PhK-Aktivität nicht immer gelingt, bietet sich der molekulargenetische Nachweis von Mutationen in den betroffenen Genen zur Diagnose an. Durch Next Generation Sequencing (NGS) ist es möglich, mehrere Gene gleichzeitig zu untersuchen.

## Therapie
Früher wurde Glykogenose Typ IX als milde Störung angesehen, die kaum Behandlung bedarf. Inzwischen sind aber Komplikationen wie Leberzirrhosen bekannt, die unbehandelt bei allen Subtypen auftreten können. Auch weniger stark betroffene Patienten profitieren von einer Therapie, da diese die Blutwerte und den Leberbefund normalisieren kann, und Wachstum, Kraft und Ausdauer sowie die allgemeine Lebensqualität verbessert werden.
Patienten sollten wie bei Glykogenose Typ VI (Morbus Hers) längere Fastenperioden vermeiden, und häufige kleinere Mahlzeiten einnehmen, dabei aber Einfachzucker und andere schnell resorbierbare Kohlenhydrate in der Menge je Mahlzeit begrenzen. Eine wichtige Rolle in der Ernährungstherapie spielt ungekochte Maisstärke, da diese besonders langsam verdaut wird und dadurch der Blutzuckerspiegel über mehrere Stunden unterstützt werden kann. Eine sehr proteinreiche Diät ist angezeigt, gegebenenfalls mit Supplementation von Proteinen, da durch die Gluconeogenese Aminosäuren in Glucose umgewandelt werden können. Proteinmangel kann auch Ursache für Hypotonien bei den eigentlich nur die Leberenzyme betreffenden Subtypen IXa und IXc sein.
Ziel der Ernährungstherapie ist es, Hypoglykämien und die Ketose zu verhindern. Auch zu hohe Blutzuckerspiegel nach den Mahlzeiten sollten vermieden werden, um die weitere Glykogenspeicherung zu minimieren. Zur Kontrolle der Stoffwechseleinstellung wird eine regelmäßige Messung des Blutzuckerspiegels sowie der Ketone im Blut empfohlen.
Unter strenger Stoffwechseleinstellung ist die Prognose gut. Es sind auch schwerere Fälle von Typ IXa mit beginnender Leberzirrhose beschrieben, bei denen sich unter strukturierter Therapie mit ungekochter Maisstärke und Proteinen der Zustand der Leber sowie der Allgemeinzustand deutlich besserten.